# Mazatlán (municipi)
Mazatlán és un municipi de l'estat de Sinaloa. Mazatlán és el cap de municipi i principal centre de població d'aquesta municipalitat. Aquest municipi és a la part sud de l'estat de Sinaloa. Limita al nord amb els municipis de San Ignacio, al sud amb Rosario, a l'oest amb Oceà Pacífic i a l'est amb Durango.